# 江湾区
江湾区（こうわん-く）は中華人民共和国上海市にかつて存在した県。現在の浦東新区の一部に相当する。

## 歴史
1927年（民国16年）に設置された。1956年に呉淞区及び大場区と合併し北郊区に再編された。